# Lycée Janson-de-Sailly
Lycée Janson-de-Sailly je největší střední škola v Paříži a jedna z nejprestižnějších v Evropě, s 3290 studenty a 624 odborníky v akademickém roce 2014–2015. Je to také jedna ze škol s nejvyšším počtem středoškolských studentů ve Francii s 1245 studenty rozdělenými do 30 tříd.
Budova se nachází v 16. pařížském obvodu.

## Slavní absolventi
- Marcel Allain, francouzský spisovatel a novinář proslulý sérií románů o geniálním zločinci Fantomasovi
- Valéry Giscard d'Estaing, francouzský politik, úřadující jako dvacátý prezident Francouzské republiky mezi lety 1974 až 1981
- Philippe Noiret, francouzský divadelní a filmový herec, držitel různých filmových cen a rytíř Řádu čestné legie
- Pierre Souvestre, francouzský spisovatel a novinář proslulý sérií románů o geniálním zločinci Fantomasovi